# Budżetowanie netto
Budżetowanie netto – sposób finansowania się (rozliczania się) jednostek organizacyjnych sektora finansów publicznych z budżetem państwa. Budżetowanie netto polega na tym, że jednostka rozlicza się z budżetem państwa wynikiem swojej działalności. Jednostka finansująca się w trybie budżetowania netto ma prawo do uzyskiwania dochodów, którymi finansuje swoje wydatki niezależnie od środków otrzymywanych z budżetu państwa. Procedura takiego rozliczenia jest następująca. W trakcie roku budżetowego rozliczenia danej jednostki z budżetem państwa odbywają się w trybie zaliczkowym. Natomiast rozliczenie rzeczywistego wyniku finansowego następuje na koniec roku, po złożeniu sprawozdania finansowego. Jeżeli rok budżetowy zamknie się wynikiem ujemnym to jednostka taka może otrzymać dofinansowanie w formie dotacji na pokrycie straty bilansowej. W przypadku dodatniego wyniku finansowego nadwyżkę pozostałą po sfinansowaniu wydatków (kosztów działalności) wpłaca do budżetu państwa.
W sektorze publicznym rozliczeń w trybie budżetowania netto dokonują zakłady budżetowe.